# Clorpirifós
El clorpirifós (nombre de la IUPAC: O, O-dietil O-3,5,6-trichloropyridin-2-il fosforotioato) es un insecticida (se utiliza para controlar las plagas de insectos) organofosforado cristalino que inhibe la acetilcolinesterasa causando envenenamiento por colapso del sistema nervioso del insecto. Se lo conoce por muchos nombres comerciales (ver tabla). El clorpirifós es moderadamente tóxico y la exposición crónica se ha relacionado con efectos neurológicos, trastornos del desarrollo y trastornos autoinmunes. Dada su toxicidad y riesgos para la salud humana, ha sido prohibido en 2020 por la Autoridad Europea de Seguridad Alimentaria, y en 2021 por la Agencia de Protección Ambiental de Estados Unidos.
No es muy soluble en agua, de manera que generalmente se mezcla con líquidos aceitosos antes de aplicarse a cosechas o a animales. También se puede aplicar a cosechas en forma de cápsulas.
El clorpirifós se ha usado ampliamente en viviendas y en agricultura. Desde agosto de 2008 no está permitido su uso para preparados biocidas de uso ambiental ni en la industria alimentaria. Su uso ha quedado limitado a la agricultura y a nivel doméstico en jardines. En agricultura se considera un insecticida no sistémico que actúa por contacto e ingestión con gran efecto de choque. Se aplica pulverizando las zonas afectadas para el control de plagas de cosechas (cochinillas, moscas blancas, trips de la platanera, numerosas orugas defoliadoras y minadoras, algunos escarabajos y otros insectos).

## Fabricación y uso
El clorpirifós se produce por reacción del 3,5,6-tricloro-2-piridinol con cloruro de dietiltiofosforil. Se produce a través de una síntesis de varios pasos de 3-metilpiridina.
En los Estados Unidos, el clorpirifós se ha registrado solo para uso agrícola, donde es "uno de los insecticidas organofosforados más utilizados", según la Agencia de Protección Ambiental (EPA). Los cultivos con el uso de clorpirifós más intensas son el algodón, el maíz, las almendras y frutas como las naranjas y las manzanas.
El clorpirifós se suministra normalmente en forma de concentrado líquido de 23,5% o 50%. La concentración recomendada en Estados Unidos para la aplicación por pulverización directa de alfiler es de 0,5% y para la aplicación de una amplia zona 0,03 – 0,12%.

## Historia
Registrado por primera vez en 1965 y comercializado por Dow Chemical Company con el nombre comercial Dursban y Lorsban, el clorpirifós, una casa bien conocida de insecticidas de jardín, llegó un momento en que fue uno de los plaguicidas domésticos más utilizados en los Estados Unidos. Ante la inminente regulación de la EPA, Dow acordó retirar el registro de clorpirifós para su uso en hogares y otros lugares donde los niños pueden estar expuestos, y quedó severamente restringido su uso en los cultivos. Estos cambios entraron en vigor el 31 de diciembre de 2001. Sigue siendo ampliamente utilizado en la agricultura, y el Dursban sigue en el mercado para uso doméstico en los países en desarrollo. En Irán, Dow afirma que Dursban es seguro para las personas, y su literatura de ventas afirmó que Dursban tiene "un historial comprobado de seguridad en relación con los seres humanos y animales domésticos".
En 1995, Dow fue multado en Estados Unidos con 732.000 dólares por no enviar los informes de la EPA que había recibido 249 casos de intoxicación por Dursban, y en 2003, Dow acordó pagar a Estados Unidos $ 2 millones - la mayor multa en hasta la fecha un caso sobre pesticidas - en el estado de Nueva York, en respuesta a una demanda presentada por el fiscal general para poner fin a la publicidad ilegal de Dow de Dursban como "seguro".
El 31 de julio de 2007, una coalición de trabajadores agrícolas y grupos de defensa presentó una demanda contra la EPA, con el objetivo de acabar con el uso agrícola del clorpirifos. La demanda alego que el uso continuado de clorpirifos poseía un riesgo innecesario para los trabajadores agrícolas y sus familias.
En agosto de 2007, las oficinas de la India de Dow fueron intervenidas por las autoridades indias por supuesto soborno a funcionarios para que el clorpirifos pudiera ser vendido en el país.
En 2008, el National Marine Fisheries Service (NMFS) impuso una zona de amortiguamiento alrededor del hábitat del salmón de 1000 pies para proteger el salmón en peligro de extinción y las especies de trucha arco iris. Las aplicaciones aéreas de clorpirifos se prohíben dentro de estas zonas.
En 2019 no estaba permitido su empleo en ocho países europeos, entre los que se encuentran Alemania, Dinamarca o Suecia. La UE lo prohibirá en enero de 2020.

## Efectos sobre la salud
El clorpirifós es un organofosforado, con potencial para toxicidad aguda en mayores cantidades y los efectos neurológicos en el feto y los niños, incluso en cantidades muy pequeñas. Para los efectos agudos, la EPA clasifica el clorpirifós como Clase II: Moderadamente tóxico. Investigaciones recientes indican que los niños expuestos al clorpirifós en el útero tienen un mayor riesgo de retrasos en el desarrollo mental y motor a los tres años y una mayor incidencia de trastornos generalizados del desarrollo como el TDAH. Un estudio anterior demostró una correlación entre la exposición prenatal al clorpirifós y el menor peso y menor perímetro craneal al nacer.
Un estudio de 2010 encontró que cada aumento de 10 veces en la concentración urinaria de metabolitos organofosforados se asoció con un aumento del 55% al 72% en las probabilidades de padecer el TDAH en los niños.
Los estudios han mostrado evidencia de "déficit de trabajo, Índice de memoria y el coeficiente intelectual a plena escala en función de la exposición prenatal a la ACB medido cuando los niños alcanzan 7 años de edad."
La DL50 oral para el clorpirifós en animales de experimentación es de 32 a 1000 mg / kg. La DL50 por vía cutánea en ratas es superior a 2000 mg / kg y de 1000 a 2000 mg / kg en conejos. La CL50 por inhalación de 4 horas para el clorpirifós en ratas es superior a 200 mg/m3.
La intoxicación por clorpirifós ha sido descrita por los científicos de Nueva Zelanda como la causa probable de la muerte de varios turistas en Tailandia que desarrollaron miocarditis en 2011. Los investigadores tailandeses no han llegado a ninguna conclusión sobre la causa de la muerte, pero aseguran que el clorpirifós no era responsable, y que las muertes no estaban relacionadas.
Un estudio de 2011 sobre los efectos neurotóxicos del clorpirifós mostró que el clorpirifós y su metabolito más tóxico oxon-clorpirifós altera las tasas de disparo en el locus cerúleo. Estos resultados indican que los pesticidas pueden estar implicados en síndrome de la Guerra del Golfo y otras enfermedades neurodegenerativas.
En México, se ha confirmado la presencia de clorpirifós en lagunas y sedimentos, en la leche comercial pasteurizada, el agua de escorrentía, desagües y ríos. Se ha hallado en frutas, vegetales, leche de vaca, maíz, panales de miel y cera.

## Efectos sobre la vida marina y las abejas
El clorpirifós es altamente tóxico para los anfibios y un estudio reciente de la Encuesta Geológica de Estados Unidos encontró que su principal producto de degradación en el medio ambiente, clorpirifós Oxon, es aún más tóxico para los animales.
La sustancia es muy tóxica para la acuicultura (peces) y para las abejas.

## Exposición
Un estudio de la carga corporal realizado por los Centros para el Control y Prevención de Enfermedades encontró TCPY, un metabolito específico del clorpirifós, en la orina del 91 por ciento de las personas examinadas. Un análisis independiente de las reclamaciones CDC muestra cómo Dow ha contribuido al 80 por ciento de la carga corporal de clorpirifós de personas que viven en los Estados Unidos. Un estudio de 2008 encontró dramáticas caídas en los niveles urinarios de los metabolitos de clorpirifós cuando los niños cambiaron su dieta convencional por dietas orgánicas.
Estudios de monitoreo de aire realizado por el California Air Resources Board (CARB) han documentado la presencia de clorpirifós en el aire de las comunidades de California. El análisis de los datos de CARB indica que los niños que viven en zonas de alta frecuencia de uso del clorpirifós están expuestos a niveles de insecticidas que superan los niveles considerados aceptables por la EPA. Recientes estudios de monitoreo del aire en Washington y Lindsay, CA, han arrojado resultados similares. Productores y grupos de plaguicidas de la industria han argumentado que los niveles de aire documentado en estos estudios no son lo suficientemente altos como para causar una exposición significativa o efectos adversos, pero un estudio de biomonitoreo de seguimiento en Lindsay, CA, ha demostrado que las personas tienen niveles más altos de clorpirifós.
Un estudio de los efectos de clorpirifós demostró que las personas expuestas a altos niveles tienen anticuerpos autoinmunes que son comunes en personas con trastornos autoinmunes. Hay una fuerte correlación con las enfermedades crónicas asociadas con trastornos autoinmunes después de la exposición al clorpirifós.
Antes de que se prohibiera el uso residencial en los Estados Unidos, el clorpirifós se detectó en el 100 por ciento de las muestras personales de aire interior y en el 70 por ciento de muestras de sangre de cordón umbilical obtenidas de mujeres embarazadas de 18-35 años de edad que se identifican como afroamericanas o dominicanaa y que viven en Nueva York en viviendas públicas.

## Límite máximo de residuos en la Unión Europea
El Reglamento (UE) 2020/1085 de la Comisión que modifica el n°396/2005 del Parlamento y el Consejo, ha establecido en 2020 al clorpirifós un límite máximo de residuos (LMR) en frutas de 0,01 mg/kg, el cual se corresponde con el límite de determinación que permite el desarrollo técnico del momento.